# Orcenais
Orcenais ist eine französische Gemeinde mit 242 Einwohnern (Stand: 1. Januar 2022) im Département Cher in der Region Centre-Val de Loire; sie gehört zum Arrondissement Saint-Amand-Montrond und zum Kanton Saint-Amand-Montrond.

## Geographie
Orcenais liegt etwa 40 Kilometer südlich von Bourges.  Umgeben wird Orcenais von den Nachbargemeinden Nozières im Norden und Nordosten, Orval im Osten, Bouzais im Südosten, Arcomps im Süden, Marçais im Westen sowie Vallenay im Nordwesten.

## Bevölkerungsentwicklung
| 1962                      | 1968 | 1975 | 1982 | 1990 | 1999 | 2006 | 2013 |
| ------------------------- | ---- | ---- | ---- | ---- | ---- | ---- | ---- |
| 343                       | 312  | 270  | 233  | 265  | 288  | 263  | 250  |
| Quelle: Cassini und INSEE |      |      |      |      |      |      |      |

## Sehenswürdigkeiten
- Kirche Saint-Martin aus dem 13. Jahrhundert

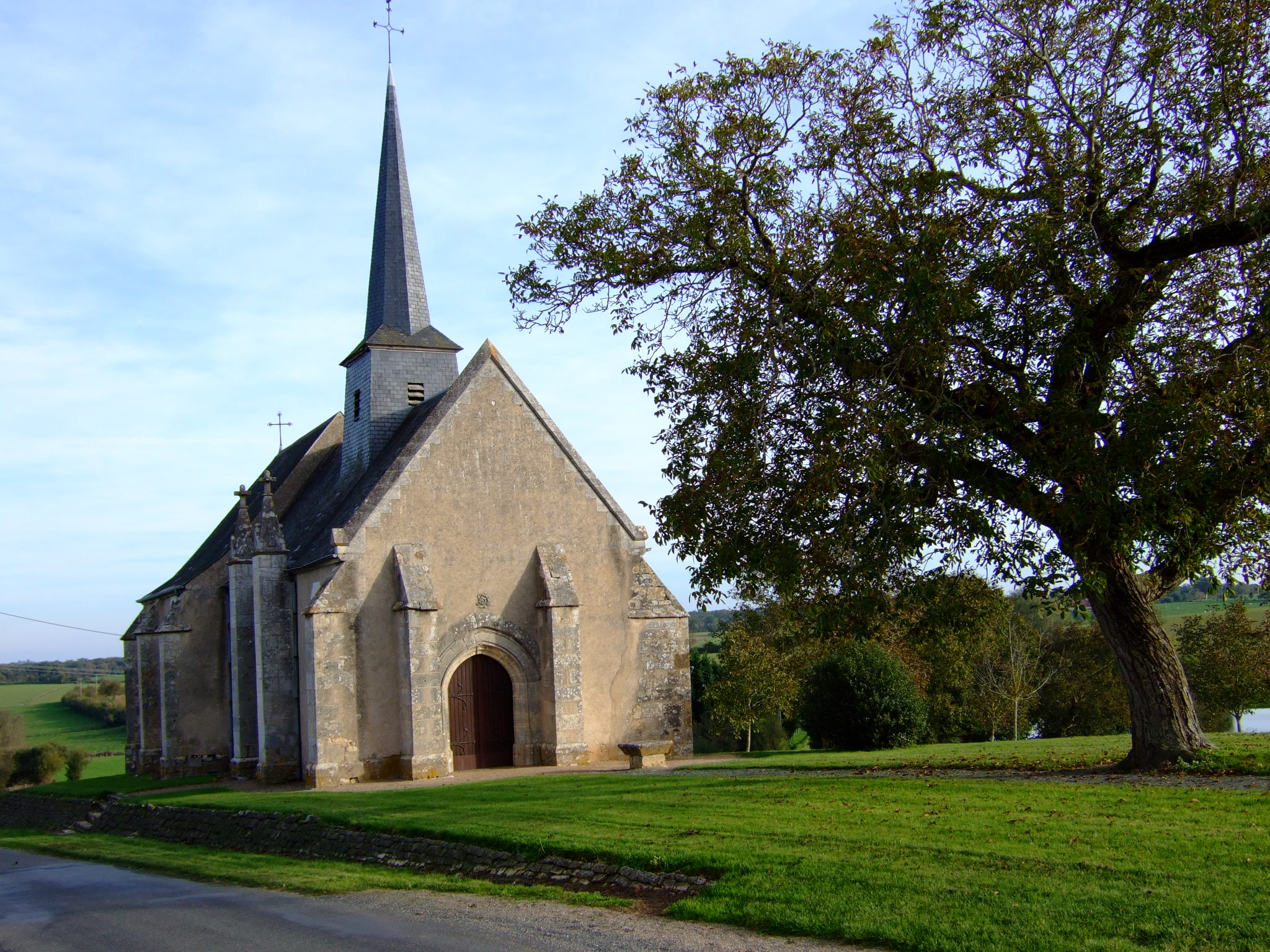
Kirche Saint-Martin